# خالد البریجاوی
خالد البریجاوی (عربی: خالد جمال البريجاوي؛ زادهٔ ۸ ژوئیهٔ ۱۹۹۰) بازیکن فوتبال اهل سوریه است.
از باشگاه‌هایی که در آن بازی کرده‌است می‌توان به باشگاه ورزشی المجد و باشگاه ورزشی فنجاء اشاره کرد.
وی همچنین در تیم‌های ملی فوتبال زیر ۲۳ سال سوریه و سوریه بازی کرده‌است.